# Bahnstrecke Waren–Malchin
| Zug in Waren kurz vor Abfahrt nach Malchin |                         |                                     |                                     |
| |                         |                                     |                                     |
| Streckennummer (DB): | 6782                    |                                     |                                     |
| Kursbuchstrecke (DB): | 178 (1996)              |                                     |                                     |
| Kursbuchstrecke: | 105h (1934) 119m (1946) |                                     |                                     |
| Streckenlänge: | 27,7 km                 |                                     |                                     |
| Spurweite: | 1435 mm (Normalspur)    |                                     |                                     |
| |                         |                                     |                                     |
| \| \| \| von Dargun \| \| \| \| \| von Güstrow \| \| \| \| 27,7 \| Malchin \| Malchin \| \| \| \| nach Neubrandenburg \| \| \| \| 23,7 \| Anst Gielower Mühle \| Anst Gielower Mühle \| \| \| 21,7 \| Gielow \| Gielow \| \| \| 16,8 \| Basedow \| Basedow \| \| \| \| Faulenrost \| \| \| \| 13,6 \| Schwinkendorf \| Schwinkendorf \| \| \| 9,1 \| Levenstorf \| Levenstorf \| \| \| 7,1 \| Schönau-Falkenhagen \| Schönau-Falkenhagen \| \| \| \| von Rostock und Parchim \| \| \| \| 0,0 \| Waren (Müritz) \| Waren (Müritz) \| \| \| \| nach Neustrelitz und Neubrandenburg \| \| |                         |                                     |                                     |
| Strecke (außer Betrieb) |                         | von Dargun                          | von Dargun                          |
| Abzweig ehemals geradeaus und von rechts |                         | von Güstrow                         | von Güstrow                         |
| Bahnhof | 27,7                    | Malchin                             | Malchin                             |
| Abzweig ehemals geradeaus und nach links |                         | nach Neubrandenburg                 | nach Neubrandenburg                 |
| Abzweig geradeaus und nach links (Strecke außer Betrieb) | 23,7                    | Anst Gielower Mühle                 | Anst Gielower Mühle                 |
| Bahnhof (Strecke außer Betrieb) | 21,7                    | Gielow                              | Gielow                              |
| Haltepunkt / Haltestelle (Strecke außer Betrieb) | 16,8                    | Basedow                             | Basedow                             |
| Abzweig geradeaus und nach links (Strecke außer Betrieb) · Betriebs-/Güterbahnhof Streckenende und quer (Strecke außer Betrieb) |                         | Faulenrost                          | Faulenrost                          |
| Bahnhof (Strecke außer Betrieb) | 13,6                    | Schwinkendorf                       | Schwinkendorf                       |
| Haltepunkt / Haltestelle (Strecke außer Betrieb) | 9,1                     | Levenstorf                          | Levenstorf                          |
| Haltepunkt / Haltestelle (Strecke außer Betrieb) | 7,1                     | Schönau-Falkenhagen                 | Schönau-Falkenhagen                 |
| Abzweig ehemals geradeaus und von rechts |                         | von Rostock und Parchim             | von Rostock und Parchim             |
| Bahnhof | 0,0                     | Waren (Müritz)                      | Waren (Müritz)                      |
| Strecke |                         | nach Neustrelitz und Neubrandenburg | nach Neustrelitz und Neubrandenburg |

Die Bahnstrecke Waren (Müritz)–Malchin ist eine stillgelegte eingleisige Nebenbahn im Landkreis Mecklenburgische Seenplatte des Landes Mecklenburg-Vorpommern. Sie verbindet die Stadt Waren (Müritz) an der Bahnstrecke Neustrelitz–Warnemünde mit Malchin an der Bahnstrecke Bützow–Szczecin. Der Personenverkehr wurde 1996 eingestellt, die Strecke zwei Jahre später stillgelegt.

## Streckenverlauf
Die Strecke wurde von Malchin aus gebaut. Sie fädelt zunächst östlich des Bahnhofs Malchin aus der Hauptbahn Bützow–Szczecin aus und führt nach Südsüdwest. Der erste Halt befand sich in Gielow, dem größten Ort an der Strecke zwischen den Endbahnhöfen. Der nächste Halt befand sich in einem Wäldchen unweit des Dorfes Langwitz, wurde aber nach der Gemeinde Basedow benannt – vermutlich der größeren Bedeutung Basedows wegen. Bei Schwinkendorf wandte sich die Bahn nach Süden, es folgten die Haltepunkte Levenstorf und Schönau-Falkenhagen. Die letzten Kilometer vor Waren führt die Bahntrasse parallel zur Landstraße 202 und dem Westufer des Tiefwarensees.

## Geschichte

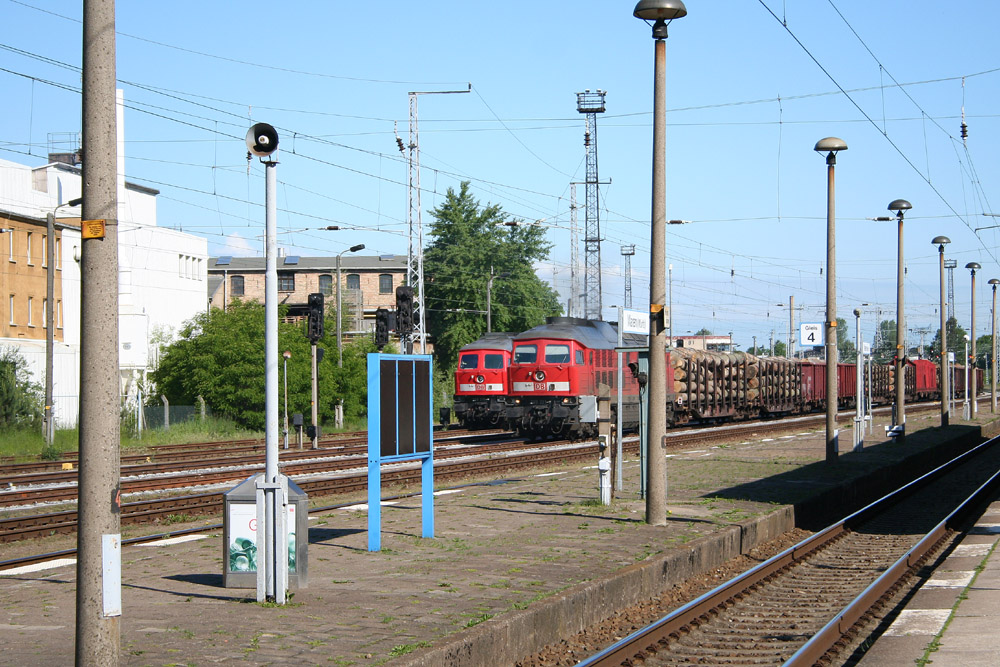
Bahnhof Waren (Müritz)

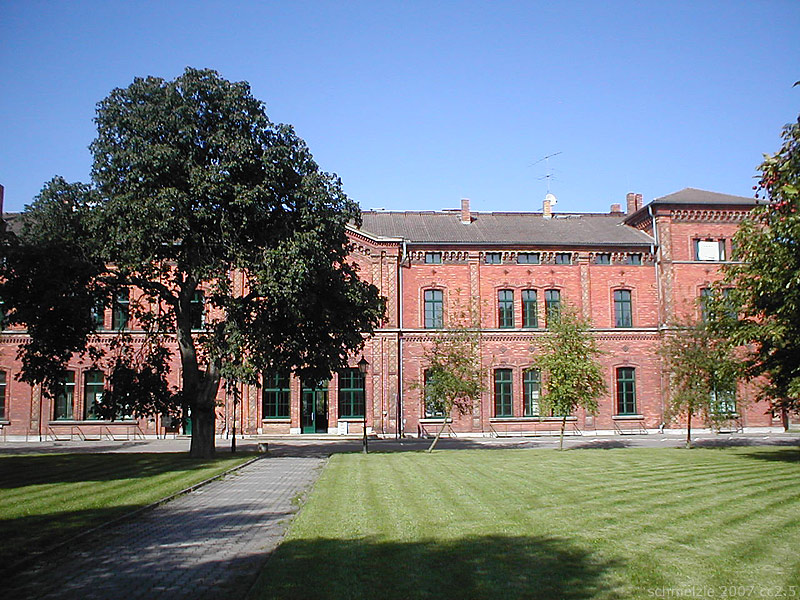
Bahnhof Malchin

Die rund 28 Kilometer lange Strecke wurde am 9. November 1879 auf gesamter Länge eröffnet. Bau und Betriebsführung oblagen der 1875 gegründeten Mecklenburgischen Friedrich-Franz-Eisenbahn (M.F.F.E.). Die Bahn stellte mit ihrer Fertigstellung den ersten Eisenbahnanschluss der Stadt Waren dar. Jedoch schrumpfte die Bedeutung der Strecke nach Eröffnung der Mecklenburgischen Südbahn 1885 und der Lloydbahnstrecke Berlin–Neustrelitz–Rostock im Jahr 1886 erheblich. In den 1890er Jahren wurde der eigene Bahnhof der Strecke in Waren aufgegeben und diese in den gemeinsamen Warener Bahnhof aller drei Strecken geführt. Der Personenverkehr beschränkte sich auf wenige Zugpaare pro Tag. Nach Eröffnung der Bahnstrecke Malchin–Dargun im Jahr 1907 wurden diese meist bis Dargun durchgebunden. Im Güterverkehr wurden unter anderem Kies abtransportiert, da sich westlich der Strecke bei Basedow ein Tagebau befand. Der Verkehr fand zunächst bis 1930 statt, nach der Fertigstellung eines Betonwerks in Malchin wurde er 1960 wieder aufgenommen.
Einen kurzzeitigen Aufschwung nahm die Strecke nach dem Zweiten Weltkrieg. Nachdem sowohl die Bahnstrecke Neustrelitz–Warnemünde als auch die Bahnstrecke Parchim–Neubrandenburg im Bereich Waren als Reparationsleistung demontiert worden waren, war die Strecke nach Malchin wie in ihrer Eröffnungszeit die einzige Bahnverbindung von Waren. 1960 verkehrten sechs Personenzugpaare auf der Strecke, nach der Wiedereröffnung der Bahnstrecke Neustrelitz–Warnemünde Anfang der 1960er Jahre wurde das Zugangebot wieder halbiert. Bei den drei Zügen pro Tag und Richtung blieb es bis zur Einstellung des Personenverkehrs 1996. Auch der Güterverkehr wurde zum 1. Januar 1996 eingestellt. Ein privater Betreiber für die Strecke fand sich nicht, so dass die Strecke am 30. November 1998 stillgelegt wurde. Nach der Stilllegung wurde die Strecke im Stadtgebiet Malchin für den Umbau der Ortsdurchfahrt der Bundesstraße 104 unterbrochen.
Seit 2009 wird der Abschnitt vom Güterbahnhof Waren bis Schwinkendorf touristisch als Fahrraddraisinenstrecke genutzt. 2022 bis 2023 wurde auf Teilstrecken des Abschnitts Schwinkendorf – Malchin  ein Radwanderweg gebaut.